# 安田尚憲
安田 尚憲（やすだ ひさのり、1999年4月15日 - ）は、大阪府吹田市出身のプロ野球選手（内野手）。右投左打。千葉ロッテマリーンズ所属。

## 経歴

### プロ入り前
6歳の時に兄・亮太の影響で野球を始める。吹田市立豊津第一小学校時代は軟式チームの豊津東少年野球団に所属。6年生時には阪神タイガースジュニアに選出された。吹田市立豊津中学校に進学すると、赤星憲広がオーナーの硬式野球チーム・レッドスターベースボールクラブへ入団。高校は履正社高等学校へ進学。
履正社高校では、1年秋から「5番・三塁手」に座り主軸に定着した。2年春に4番に座ると同年夏には大阪大会で25打数13安打2本塁打15打点の成績を残し甲子園大会出場に貢献。甲子園では12打数4安打を記録するも、チームは3回戦で敗退した。いわて国体では広島新庄高校との決勝戦で本塁打を放つなど、優勝に貢献した。寺島成輝ら最上級生が抜けた新チームでは新たに「3番・三塁手」に座り、秋季大会では50打数21安打4本塁打22打点と好成績を残し近畿大会で優勝。国体後の明治神宮大会でも優勝を果たした。3年春の選抜大会では17打数7安打で準優勝。報徳学園高校との準決勝第1打席にて甲子園初本塁打を記録した。夏の大阪大会では準決勝で大阪桐蔭高校に敗れ、甲子園出場はならなかったが、19打数12安打3本塁打13打点、出塁率.759、長打率1.316、OPS2.075と驚異的な成績を残した。第28回U-18W杯の代表メンバーに選出されると、全9試合に3番で先発出場し、34打数11安打5打点の成績を記録。スーパーラウンドのオーストラリア戦では、延長11回裏にサヨナラ安打を放った。高校通算65本塁打。高校時代は同学年の清宮幸太郎と比較されることが多く、「東の清宮、西の安田」と並び称された。高校の同級生には、竹田祐がいる。
2017年10月26日に行われたドラフト会議では、清宮を抽選で外した福岡ソフトバンクホークス、千葉ロッテマリーンズ、阪神タイガースから1位指名を受け、抽選の結果ロッテが安田の交渉権を獲得。11月25日に契約金1億円、年俸1240万円（推定）で仮契約した。背番号は5。

### ロッテ時代
2018年は、春季キャンプから高い評価を得て、オープン戦序盤は一軍に帯同したが3月17日にから二軍に降格し、開幕を二軍で迎えた。3月23日のイースタン・リーグ・東京ヤクルトスワローズ戦では、大下佑馬から公式戦初本塁打を記録。7月12日のフレッシュオールスターゲーム（はるか夢球場）では5番で出場したが、無安打に終わった。7月は二軍で打率.354、16打点を記録し、ファーム月間MVPを受賞するなど結果を残し、8月10日に初の一軍昇格。同日のオリックス・バファローズ戦（京セラドーム大阪）で「7番・指名打者」で先発出場し、一軍デビューを果たした。同12日の同カードで、9回表二死満塁から一時同点となる2点適時打を打ち、プロ初安打・初打点を記録。「6番・三塁手」として先発出場し、初めて指名打者以外での出場となった、9月24日のオリックス戦（京セラドーム）では、プロ初の二塁打を含む2安打4打点の活躍を見せた。高卒新人が1試合で4打点以上を挙げたのは、2006年3月29日の炭谷銀仁朗（西武ライオンズ）以来、球団では1956年9月30日の須藤豊以来、62年ぶりとなった。10月2日の福岡ソフトバンクホークス戦（福岡ヤフオク!ドーム）では、東浜巨から、出場13試合目、45打席目でプロ初本塁打を放った。ロッテの高卒新人が本塁打を打ったのは、1990年の林博康以来、28年ぶり、8人目であり、千葉移転後は初。また、この年は同じく高卒新人であるヤクルトの村上宗隆と、日本ハムの清宮幸太郎も本塁打を放っており、3人の高卒新人が本塁打を放ったのは、1967年以来51年ぶりとなった。10月6日の東北楽天ゴールデンイーグルス戦（楽天生命パーク宮城）で通算60打席目に立ったあと、翌年以降の新人王資格を残すために出場選手登録を抹消され、打率.151、1本塁打、7打点でルーキーイヤーを終えた。二軍では最終的に、打率.271、12本塁打、67打点の成績を挙げた。第2回U-23ワールドカップでは打率・393、1本塁打、8打点と活躍しMVPと一塁のベストナインに選出された。
2019年は、シーズンを通して二軍で過ごし、打率.258、19本塁打、82打点で最多本塁打、最多打点を受賞。ファーム二冠王となったが、一軍での出場はなかった。オフに岡大海、山本大貴とともにプエルトリコ・ウィンターリーグのクリオージョス・デ・カグアスに約1か月派遣された。
2020年は、初の開幕一軍入りを果たす。7月7日の埼玉西武ライオンズ戦（ZOZOマリンスタジアム）では、本拠地では初の本塁打となる1号本塁打を打ったが、その後も打率は1割台と低迷していた。しかしブランドン・レアードの不振もあり、7月21日の西武戦（メットライフドーム）で井口資仁監督（当時）が「チャンスにしっかりとしたバッティングをしている」とプロ初の4番に抜擢。この試合でマルチ安打を記録すると、以降86試合連続で4番の座に座り続けた。7月31日の楽天戦（ZOZOマリン）では則本昂大からプロ初の猛打賞を、9月29日の北海道日本ハムファイターズ戦（札幌ドーム）では、上沢直之からプロ初の三塁打を記録。井口は「よほど（不調）じゃない限り替えるつもりじゃない」と話していたが、直近5試合で20打数2安打、9三振と不振に陥っていた10月31日の楽天戦（ZOZOマリン）で、87試合ぶりに4番を外れ、以降は主に7番や9番として出場した。最終的に113試合に出場し、自身初の規定打席に到達。打率.221、6本塁打、54打点の成績を残した。クライマックスシリーズでは、第1戦で千賀滉大から自身ポストシーズン初本塁打となる、先制の2点本塁打を放ち、第2戦では初回に先制打を打つなど猛打賞の活躍を見せたが、共にチームは敗戦し、シーズンを終えた。21歳6か月でのクライマックスシリーズの本塁打は平田良介（2008年、20歳7か月）に次いで2番目に年少。パ・リーグでは最年少となった。また、21歳6か月でのクライマックスシリーズの猛打賞は藤原恭大（2020年、20歳6か月）、西岡剛（2005年、21歳2か月）に次いで、3番目に年少となった。12月10日、年俸2200万円（前年から900万円増）で契約を更改した。
2021年は、3月26日のソフトバンクとの開幕戦（福岡PayPayドーム）に「4番・三塁手」で出場。なお、21歳11か月での開幕4番は、1970年の有藤通世（23歳3か月）の記録を上回り球団史上最年少となった。開幕直後の3月は5試合で打率.059と不振だったが、4月は得点圏打率が3割を超え月間28打点を記録し、一時は打点王に立った。5月14日には39試合164打席目で早くも自己最多であった前年に並ぶ6号本塁打を打った。その後も開幕から48試合連続で4番打者を務め、33打点を挙げていたが、打率は.216と低迷し、5月27日にシーズンで初めてスタメンから外れた。東京オリンピックによる中断期間が明けた8月は、月間打率が.393と好調を見せたものの9月に失速。最終的に打率.242、8本塁打、55打点を記録した。オフの12月10日の契約更改では800万円増の推定年俸3000万円でサインした。
2022年は、1月16日に新型コロナウイルスに感染して療養していたため、春季キャンプからやや出遅れる形となった。その影響もあってオープン戦で結果を残すことができず、元々サードが本職ではない平沢大河や藤岡裕大、福田光輝らとのポジション争いに負けてしまい、開幕二軍スタートとなった。その後一軍に昇格すると、5月から三塁手のレギュラーとして出場していたものの打撃成績に苦しみ、特に本塁打は6月1日のヤクルト戦（神宮球場）で放った2本に留まるなど、打撃不振となっていた。しかし、後半戦は徐々に調子を取り戻し、8月は打率.320、本塁打4本、OPS.948と復調。その後は9月半ばでいったん調子を落とすも、シーズン最終成績は打率.263、9本塁打、45打点と前半戦の不振を完全に払拭するものとなった。なお、規定打席到達まであと3打席足りなかった。オフの11月28日の契約更改では1200万円増の推定年俸4200万円でサインした。
2023年は、3月31日に行われたソフトバンクとの開幕戦（福岡PayPayドーム）に「6番・三塁手」で出場。5月24日の対西武戦（ZOZOマリン）では1回二死一・二塁の打席で今井達也から3点本塁打、3回無死一・三塁の打席で3点本塁打を放ち、自身2度目の2打席連続本塁打で自己最多の1試合6打点を記録した。6月24日の対日本ハム戦（ZOZOマリン）では4-4の同点で迎えた9回一死二・三塁の打席で宮西尚生から自身初のサヨナラ打となるサヨナラ犠飛、7月6日の対西武戦（東京ドーム）では6-6の同点で迎えた延長10回二死二・三塁の打席で佐々木健から自身初のサヨナラ安打、同月23日の対ソフトバンク戦（ZOZOマリン）では3-3の同点で迎えた延長10回二死満塁の打席で津森宥紀からサヨナラ安打を放ち、シーズンでは3度のサヨナラ打を放った。8 - 9月は2か月連続で月間打率1割台に苦しみ、最終的に3年ぶりに規定打席に到達し、自己最多の122試合に出場、打率.238、9本塁打、43打点の成績を残した。オフの11月21日の契約更改では1300万円増の推定年俸5500万円でサインした。
2024年は、3月29日の日本ハムとの開幕戦に先発出場するも、4月2日に腰痛（ぎっくり腰）により登録を抹消された。4月27日に再昇格した。5月は1日のオリックス戦で平野佳寿から逆転の適時二塁打を放つなど月間打率.313と好調だったが、6月は月間打率が.071にまで低迷し、6月10日に再び登録を抹消された。その後、7月4日に再昇格するも、8月2日に登録を抹消され、8月30日に再昇格した。最終的な成績は55試合の出場で打率.228、15打点で、一軍出場がなかった2019年以来5年ぶりに試合出場が100試合に満たないシーズンとなった。レギュラーシーズンでは本塁打0に終わったが、ポストシーズンでは日本ハムとのCSファーストステージ第2戦で、同年初の本塁打を放った。11月20日に1000万円減の推定年俸4500万円で契約を更改した。

## 選手としての特徴

### 打撃
ライナー性の打球が多く、センターから左方向へは伸びる打球を打つ。スイングスピードが速く、ボールを体の近くまで呼び込んで打つことができるのが長所。目標とする選手として、松井秀喜の名前を挙げている。
2020年6月より、チームメイトのレオネス・マーティンからアドバイスなどをもらい、打撃フォームをオープンスタンスからスクエアスタンスへ変更した。

### 守備
守備に関しては本人がインタビューで「自信がなかった」と語るほど、プロ入り当初はけして上手な方とは言えなかった。しかし、鳥越裕介や森脇浩司らの指導により安定してきており、守備指標は年々向上している。

## 人物
愛称は「ヤス」。同じくドラフト1位で入団した藤原恭大、平沢大河を総称し、平安時代の藤原氏にかける形で「平安藤原」とも呼ばれる。

### 家族
年が離れた兄と姉がいる。12歳年上の兄・亮太は、PL学園高校、明治大学を経て三菱重工East硬式野球部（チーム再編前は三菱重工名古屋硬式野球部）で捕手としてプレーした選手。2018年には、第44回社会人野球日本選手権大会（三菱重工名古屋時代）の正捕手として優勝に貢献。
父・功は、元中学校の教員で、2007年からは大阪薫英女学院高等学校陸上部監督を務めている。母も高校時代にやり投げで近畿総体優勝を果たし、国体に出場した経験を持つ。
2023年9月11日、一般女性と結婚したことを発表した。

### 趣味・嗜好
好きなアーティストは、自身の登場曲にも選んでいるMr.children。
趣味は、NFLやメジャーリーグなどの中継を観ること。
兄や姉が水泳を習っていたことから、小学1年生から約5年間水泳を習っていた。そのため、泳ぎのスピードには自信がある。
2020年の新型コロナウイルス感染拡大による活動自粛期間の間に将棋を始める。その年のシーズンオフには、プロ野球最強将棋王決定戦（スポーツニッポン新聞社、ドワンゴ主催）に出場したり、球団からは将棋に関するオリジナルグッズなどが発売された。2022年には、3回目の将棋王決定戦参加で初めて優勝を果たす。
『オードリーのオールナイトニッポン』（ニッポン放送）のリスナーであることを公言している。

## 詳細情報

### 年度別打撃成績
| 年 度     | 球 団     | 試 合 | 打 席 | 打 数 | 得 点 | 安 打 | 二 塁 打 | 三 塁 打 | 本 塁 打 | 塁 打 | 打 点 | 盗 塁 | 盗 塁 死 | 犠 打 | 犠 飛 | 四 球 | 敬 遠 | 死 球 | 三 振 | 併 殺 打 | 打 率 | 出 塁 率 | 長 打 率 | O P S |
| --------- | --------- | ----- | ----- | ----- | ----- | ----- | -------- | -------- | -------- | ----- | ----- | ----- | -------- | ----- | ----- | ----- | ----- | ----- | ----- | -------- | ----- | -------- | -------- | ----- |
| 2018      | ロッテ    | 17    | 60    | 53    | 3     | 8     | 3        | 0        | 1        | 14    | 7     | 0     | 0        | 0     | 0     | 7     | 0     | 0     | 20    | 0        | .151  | .250     | .264     | .514  |
| 2020      | ロッテ    | 113   | 460   | 393   | 32    | 87    | 19       | 1        | 6        | 126   | 54    | 2     | 1        | 0     | 4     | 62    | 1     | 1     | 106   | 10       | .221  | .326     | .321     | .647  |
| 2021      | ロッテ    | 115   | 399   | 351   | 27    | 85    | 16       | 1        | 8        | 127   | 55    | 0     | 0        | 0     | 4     | 43    | 0     | 1     | 82    | 5        | .242  | .323     | .362     | .685  |
| 2022      | ロッテ    | 119   | 440   | 388   | 33    | 102   | 23       | 1        | 9        | 154   | 47    | 1     | 2        | 0     | 3     | 45    | 0     | 4     | 86    | 10       | .263  | .343     | .397     | .740  |
| 2023      | ロッテ    | 122   | 472   | 416   | 33    | 99    | 24       | 0        | 9        | 150   | 43    | 2     | 0        | 0     | 5     | 49    | 2     | 2     | 95    | 10       | .238  | .318     | .361     | .678  |
| 2024      | ロッテ    | 55    | 174   | 158   | 14    | 36    | 13       | 0        | 0        | 49    | 15    | 0     | 0        | 0     | 3     | 13    | 0     | 0     | 48    | 4        | .228  | .282     | .310     | .592  |
| 通算：6年 | 通算：6年 | 541   | 2005  | 1759  | 142   | 417   | 98       | 3        | 33       | 620   | 221   | 5     | 3        | 0     | 19    | 219   | 3     | 8     | 437   | 39       | .237  | .321     | .352     | .674  |

- 2024年度シーズン終了時

### 年度別守備成績
| 年 度 | 球 団  | 一塁  | 一塁  | 一塁  | 一塁  | 一塁  | 一塁     | 三塁  | 三塁  | 三塁  | 三塁  | 三塁  | 三塁     |
| 年 度 | 球 団  | 試 合 | 刺 殺 | 補 殺 | 失 策 | 併 殺 | 守 備 率 | 試 合 | 刺 殺 | 補 殺 | 失 策 | 併 殺 | 守 備 率 |
| ----- | ------ | ----- | ----- | ----- | ----- | ----- | -------- | ----- | ----- | ----- | ----- | ----- | -------- |
| 2018  | ロッテ | 1     | 4     | 0     | 1     | 0     | .800     | 6     | 2     | 6     | 0     | 0     | 1.000    |
| 2020  | ロッテ | 5     | 17    | 1     | 0     | 0     | 1.000    | 97    | 68    | 136   | 5     | 13    | .976     |
| 2021  | ロッテ | 2     | 2     | 0     | 0     | 0     | 1.000    | 92    | 53    | 113   | 8     | 7     | .954     |
| 2022  | ロッテ | 5     | 30    | 1     | 0     | 2     | 1.000    | 115   | 68    | 184   | 6     | 18    | .977     |
| 2023  | ロッテ | 14    | 125   | 8     | 2     | 8     | .985     | 106   | 66    | 156   | 8     | 17    | .965     |
| 2024  | ロッテ | 28    | 196   | 14    | 2     | 20    | .991     | 31    | 10    | 36    | 0     | 6     | 1.000    |
| 通算  | 通算   | 55    | 374   | 24    | 5     | 30    | .987     | 447   | 267   | 631   | 27    | 61    | .970     |

- 2024年度シーズン終了時
- 各年度の太字はリーグ最高

### 記録
初記録
- 初出場・初先発出場：2018年8月10日、対オリックス・バファローズ18回戦（京セラドーム大阪）、「7番・指名打者」で先発出場
- 初打席：同上、2回表に西勇輝から空振り三振
- 初安打・初打点：2018年8月12日、対オリックス・バファローズ20回戦（京セラドーム大阪）、9回表に山本由伸から右前2点適時打
- 初本塁打：2018年10月2日、対福岡ソフトバンクホークス22回戦（福岡 ヤフオク!ドーム）2回表に東浜巨から右越ソロ
- 初盗塁：2020年9月1日、対埼玉西武ライオンズ12回戦（ZOZOマリンスタジアム）、7回裏に二盗（投手：髙橋光成、捕手：森友哉）

その他の記録
- オールスターゲーム出場：1回（2023年）

### 背番号
- 5（2018年[14] - ）

### 登場曲
- 「足音 〜Be Strong」Mr.Children（2018年 - 2022年）
- 「Worlds end」Mr.Children（2023年 - ）

### 代表歴
- 2017 WBSC U-18ワールドカップ
- 2018 WBSC U-23ワールドカップ

## 出演

### 配信
- プロ野球×将棋特番・プロ野球最強将棋王決定戦（2020年12月20日、ニコニコ生放送）※YouTubeでは2021年2月に2回に分けて配信[88]